# Bar, Ucraina
Bar este orașul de reședință al raionului cu același nume din regiunea Vinița, Ucraina. Aflat pe malul râului Rov, în regiunea istorică Podolia, orașul are o populație de aproximativ 17.000 de locuitori.

## Demografie
Componența lingvistică a orașului Bar
     Ucraineană (95,85%)
     Rusă (3,8%)
     Alte limbi (0,14%)
Conform recensământului din 2001, majoritatea populației orașului Bar era vorbitoare de ucraineană (95,85%), existând în minoritate și vorbitori de rusă (3,8%).